# Карачелка
Карачелка — река в России, протекает по Шумихинскому району Курганской области. Устье реки находится в 155 км по левому берегу реки Миасс. Длина реки составляет 26 км.

## Данные водного реестра
По данным государственного водного реестра России относится к Иртышскому бассейновому округу, водохозяйственный участок реки — Миасс от города Челябинск и до устья, речной подбассейн реки — Тобол. Речной бассейн реки — Иртыш.
Код объекта в государственном водном реестре — 14010501012111200003751.

## Населённые пункты
- д. Большая Николаевка
- с. Стариково
- д. Кардаполова
- с. Карачельское